# Lambic

Lambic é a um tipo de cerveja fabricado tradicionalmente pela região de Pajottenland, Bélgica assim como em Bruxelas, pela cervejaria e museu Brasserie Cantillon. A cerveja Lambic pode ser consumida jovem, direto do barril de madeira, sem carbonatação, ou envelhecida, após a refermentação, resultando em seus estilos derivados: Gueuze Lambic (cervejas lambic refermentadas) e Fruit Lambics (com adição de frutas) e Faro Lambic (cervejas lambic adoçadas). Contrariamente às convencionais cervejas Ale e Lager, que são submetidas à fermentação por linhagens minuciosamente cultivadas de leveduras, a cerveja Lambic é produzida através da fermentação espontânea que consiste em expor a própria cerveja a leveduras selvagens e consequentemente a bactérias. Esta cerveja apresenta componentes com um forte carácter ácido.[carece de fontes?]
São Ales ácidas, de fermentação espontânea, fermentadas nas proximidades de Bruxelas (Vale do Rio Senne) a cerveja Lambic é proveniente de um antiga tradição com séculos de existência. É cada vez menor o número de produção deste tipo de cervejas.
Straight Lambics ou Lambics puras são cervejas de um único lote e não são misturadas (unblended). Por esse motivo são frequentemente um produto característico da cervejaria, sendo mais variável que as Gueuzes. Geralmente são servidas novas (com 6 meses), na pressão, não possuindo uma sensação gustativa de carbonatação. Versões recentes tendem a apresentar uma acidez unidimensional, já que o caráter mais complexo proveniente de Brettanomyces demora cerca de um ano para se desenvolver. A presença de um caráter entérico é um indício de que a Lambic  é ainda jovem. Características notáveis de vinagre ou sidra são consideradas defeitos de acordo com cervejeiros  belgas. Como as leveduras selvagens e as bactérias fermentam todos os 
açúcares, estas cervejas são somente engarrafadas após terem fermentado por completo. A Lambic é servida sem carbonatação enquanto que a Gueuze, por exemplo, é servida efervescente. Os valores de IBUs são virtualmente zero, em virtude do uso de lúpulos envelhecidos. Os  belgas usam lúpulo nas Lambics pelas suas propriedades bacteriostáticas não se importando com o sabor a amargor.
É utilizado o trigo não maltado (30 a 40%), malte Pilsen e lúpulos envelhecidos e ultrapassados (de 3 anos). Os lúpulos envelhecidos são empregues frequentemente pelo seu efeito conservante, tornando o nível real de amargor mais difícil de estimar. Versões artesanais ou caseiras são normalmente produzidas com culturas puras de leveduras dos gêneros Saccharomyces e Brettanomyces, e bactérias dos gêneros Pediococcus e Lactobacillus na tentativa de se recriar a microbiota dominante em Bruxelas e da região do Vale do Rio Sena. Culturas coletadas de garrafas são algumas vezes usadas, contudo não existe uma forma simplificada de saber quais os organismos que ainda estão viáveis.
A única versão engarrafada prontamente disponível é a Cantillon Grand Cru Bruocsella.  Em Bruxelas e arredores existe cafés especializados que frequentemente possuem lambics em barril de cervejeiros ou mescladores tradicionais, tais como Boon, De Cam, Cantillon, Drie Fonteinen, Lindemans, Timmermans  e Girardin.